# SGI UV
Die SGI UV- („Ultra Violet“) oder SGI Altix UV Produktfamilie ist eine Reihe von Intel Xeon basierten Servern der Firma Silicon Graphics, deren Hauptspeicher mit der Cache-kohärenten NUMAlink-Technologie verbunden ist (siehe auch NUMA). Diese Cluster eignen sich besonders für Anwendungen, wie In-Memory-Datenbanken, die einen sehr großen Hauptspeicher benötigen.
Diese Server laufen unter nicht modifizierten Linux-Enterprise-Distributionen wie Red Hat Enterprise Linux oder  SUSE Linux Enterprise Server.

## Technik
Die UV 1000 / 2000 / 3000 - Systeme sind Bladesysteme, die vom mechanischen Aufbau der SGI ICE ähneln, aber im Gegensatz zu dieser durch NUMAlink Cache-Kohärenz bieten, dafür können aber nicht so viele CPU's zusammengeschlossen werden.
Die Baureihen 1000, 2000, 3000 sind Aktualisierungen derselben Baureihe, es wurden jeweils neuere Intel Xeon-CPU's ein NUMAlink-Versionen eingesetzt.
Im Gegensatz dazu sind die UV 300 / UV 30 Systeme Cluster aus einzelnen 4-CPU-Servern mit eigenen Gehäusen.

### Altix UV 1000 / 100
Die UV 100 / 1000 löste die Itanium basierten SGI-Altix-Rechner ab. Es gab zwei Modelle mit:
- UV 100: 48 Sockel pro Rack (3 Racks mit 96 Sockeln und 768 Kernen, 6 TB Hauptspeicher)  24 Blades je Rack
- UV 1000: 64 Sockel pro Rack (4 Racks mit 256 Sockeln und 2048 Kernen, 16 TB Hauptspeicher) 32 Blades, Racks mit 2*8 Blades

Die Blades beinhalten  jeweils 2 Nehalem EX CPUs mit bis zu 8 Kernen, 8 DIMMs je CPU und NUMAlink Version 5-Verschaltung.

### UV 2000
Die UV 2000 Racks fassen je 4 Blade-Gehäuse für 8 Blades in 2*4 Anordnung. Luft- und Wasserkühlung werden angeboten.
Die Blades beinhalten Intel Xeon (Ivy Bridge) E5v2 CPUs und NUMAlink Version 6-Verschaltung.
SGI-UV2000

Link zum Bild

(Bitte Urheberrechte beachten)
Es existieren 2 verschiedene Blades:
- mit 1 Xeon CPU und einem PCI-Express-Steckplatz für Rechenbeschleunigerkarten
- mit 2 Xeon CPUs und je CPU 8 DIMM-Steckplätzen für Hauptspeicher

### UV 3000
UV 3000 ist eine Aktualisierung der UV2000-Blades auf  Intel Xeon (Haswell) E5v3  und NUMAlink Version 7
Es existieren 2 verschiedene Blades:
- mit 1 Xeon CPU und einem PCI-Express-Steckplatz für Rechenbeschleunigerkarten wie Nvidia Tesla oder Intel Xeon Phi x100-Serie
- mit 2 Xeon CPUs und je CPU 8 DIMM-Steckplätzen für Hauptspeicher

### UV 300
Grundbaustein der UV 3xx-Serien sind 4-Sockel-Intel-Xeon-Server, die über die NUMAlink-Technologie geclustert werden. Dabei befinden sich jeweils 2 ASICs auf einer vier-Sockel-Hauptplatine, die SGI HARP nennt.
SGI-UV-300H

Link zum Bild

(Bitte Urheberrechte beachten)
Der HARP-Baustein hat dabei die Funktion eines „Switches“ inne: An jeweils 2 Xeon-CPU's ist er mit jeweils einer QPI-Verbindung direkt angeschlossen (UV-Systeme verwenden nur Xeon-Varianten mit 3 QPI-Links), nach außen stellt HARP 14 NUMAlink-Ports bereit, untereinander sind die 2 HARP-Bausteine einer Hauptplatine mit 2 NUMAlink-Ports verbunden.
Die externen NUMAlink-Ports werden mit Kabeln meist als vollständig vermaschtes Netz ausgeführt. Solche Netzwerkopologien bieten besonders geringe Signallaufzeiten und können deshalb Cache-Kohärenz des Hauptspeichers realisieren.
Es wird sowohl Luft- als auch (optional) Wasserkühlung angeboten.
Der einzelne Server wird als UV-30 bezeichnet, das Cluster als UV-300. Es gibt zertifizierte Varianten für die Oracle-In-Memory-Datenbank (UV300RL) und die SAP HANA In-Memory-Datenbank (UV300H).
Die Server verwenden Intel Xeon (Broadwell)-E7 Varianten und NUMAlink Version 7, das Cluster kann bis zu 32 CPUs und 32 TByte Hauptspeicher beinhalten.
Nach dem Verkauf von SGI an HPE heißen die Systeme nun HPE Integrity MC990 X Server.
HPE hat die UV 300 / Integrity MC990 X -Baureihe unter dem Namen Superdome Flex weiterentwickelt, es werden jetzt Intel Xeon SP Prozessoren verwendet.